# Riyad Farid Hijab
Riyad Farid Hijab (Arabisch: الدكتور رياض فريد حجاب) (Deir ez-Zor, 1966) is een Syrisch politicus. In 2012 was hij kortstondig premier van de Arabische Republiek Syrië. Eerder was hij minister van Landbouw en Agrarische Hervorming onder premier Adel Safar.

## Levensloop
Dr. Riyad Farid Hijab werd in 1966 geboren in Deir ez-Zor, in het gelijknamige gouvernement. Van 2004 tot 2008 was hij secretaris van de Ba'ath-partij afdeling van Deir ez-Zor. Vervolgens was hij tot 2011 gouverneur van het gouvernement Quneitra en vanaf 22 februari 2011 van het gouvernement Latakia. Op 6 juni 2012 werd hij door president Bashar al-Assad aangewezen als de 65e minister-president van Syrië. Op 23 juni dat jaar presenteerde hij zijn kabinet, voornamelijk bestaande uit ministers uit het aan zijn kabinet voorafgaande kabinet-Safar.
Op 6 augustus maakte Hijab bekend dat hij was overgelopen naar Qatar en de opstandelingen in de opstand in Syrië. Hij beschuldigde zelfs president Assad van genocide. Hij vluchtte met zijn familie naar Jordanië, met de bedoeling door te reizen naar Doha in Qatar. Minister van volksgezondheid Wael al-Halki werd op 9 augustus aangewezen als zijn opvolger, nadat Oman Ghalawanji enkele dagen interim-premier was geweest. Volgens Der Spiegel zou Hijab door de geheime diensten van Frankrijk en Qatar voorafgaand aan zijn overlopen zijn omgekocht.
Van 2015 tot 2017 was Hijab hoofd van de onderhandelaars namens het zwaar verdeelde verzet. Hij genoot daarbij de steun van Saudi-Arabië.

## Persoonlijk
Hijab is getrouwd en heeft vier kinderen. Hij is soenniet.